# Група інертиніту

Інертиніт.JPG

Група інертиніту (рос. инертинита группа, англ. inertinite group, нім. Inertinitgruppe f — у петрографії — термін для позначення групи мацералів, які утворюються з первинно окиснених лігніно-целюлозних тканин, зруйнованих при відкладеннях і переносі.
Характерна особливість — розрізнювані під мікроскопом кутасті уламки фрагментів тканин і стінок клітин рослинного матеріалу розміром від 1 мкм до 2 см.
За розміром і структурою виділяють такі мацерали: фюзиніт, семіфюзиніт, макриніт, мікриніт, інертодетриніт. Характерні властивості: підвищена твердість, питома вага 1,5, висока відбивна здатність, ізотропність, хімічна і термостійкість.
У вугіллі мацерали І.г. присутні у вигляді розсіяних уламків або скупчень, шарів різної товщини. Пласти І.г. складає рідко.
Підвищений вміст у вугіллі і антрациті мацералів І.г. (понад 20 %) негативно впливає на міцність коксу, термостійкість антрациту.